# Petri Honkonen
Petri Erkki Olavi Honkonen (ur. 29 lipca 1987 w Pylkönmäki) – fiński polityk i samorządowiec, poseł do Eduskunty, w latach 2022–2023 minister nauki i kultury.

## Życiorys
W 2014 uzyskał magisterium z filozofii na Uniwersytecie w Jyväskylä. Pracował jako asystent poselski, koordynator projektu dotyczącego rozwoju obszarów wiejskich i nauczyciel.
Zaangażował się w działalność polityczną w ramach Partii Centrum. W 2013 został wybrany na radnego Saarijärvi, objął funkcję przewodniczącego frakcji radnych swojego ugrupowania. Zasiadł także w radzie regionu Finlandia Środkowa. W 2015 po raz pierwszy uzyskał mandat deputowanego do Eduskunty. Z powodzeniem ubiegał się o reelekcję w wyborach w 2019 i 2023.
Powołany na wiceprzewodniczącego Partii Centrum. W kwietniu 2022 objął urząd ministra nauki i kultury w rządzie Sanny Marin, zastępując na tej funkcji Anttiego Kurvinena. Stanowisko to zajmował do czerwca 2023.